# Вулиця Лютнева (Львів)
Вулиця Лютне́ва — вулиця у Залізничному районі міста Львова, в місцевості Сигнівка. Сполучає вулиці Городоцьку та Сигнівку, паралельна до вулиць Бакинської та Корсунської.

## Історія
Вулиця прокладена у першій чверті XX століття в межах тоді ще підміського селища Сигнівка. Після входження селища до меж міста 11 квітня 1930 року, вулиці колишнього села були перейменовані або ж новоутвореним вулицям надавалися певні назви. Так, ще до 1936 року вулиця отримала назву Братів Дудзінських, на честь братів Дудзінських — Яна (1893-1914), учасника першої світової війни, офіцера піхоти польських легіонів, кавалера ордена Virtuti Militari та його брата Станіслава (1895-1920), польського легіонера, учасника битви за Львів у 1918 році та польсько-радянської війни. 1936 року вулицю Братів Дудзінських перейменовано на вулицю Мартиновську. За часів німецької окупації мала назву Метюреґассе (укр. Алея мучеників). У липні 1944 року на короткий час повернули передвоєнну назву і вже від 1946 року сучасна назва — вулиця Лютнева, яка походить від назви одного з місяців року. Існує також версія, що так названо на згадку про лютневу революцію 1917 року.
25 квітня 2022 року на засіданні виконавчого комітету Львівської міської ради проголосовано за перелік до перейменування вулиць, які підлягають дерусифікації, серед них є вулиця Лютнева. 

## Забудова
Забудова вулиці Лютневої — одноповерховий конструктивізм 1930-х років, одно- та двоповерхова садибна забудова, індивідуальні забудови нового часу.